# Федотиха (Московская область)
Федотиха — деревня в муниципальном округе Егорьевск Московской области России.

## География
Деревня Федотиха расположена в северо-восточной части муниципального округа Егорьевск, примерно в 16 километрах к северо-востоку от города Егорьевск. В 1 километре к северу от деревни протекает река Поля. Высота над уровнем моря 138 метров.

## История
До отмены крепостного права деревня принадлежала помещикам Леоновым, Елчиным и помещице Поповой. После 1861 года деревня вошла в состав Старо-Василевской волости Егорьевского уезда. Приход находился в селе Знаменское.
В 1926 году деревня входила в Лесковский сельсовет Поминовской волости Егорьевского уезда.
До 1994 года Федотиха входила в состав Саввинского сельсовета Егорьевского района, а в 1994—2006 годы — Саввинского сельского округа.
Входит в состав сельского поселения Саввинское.

## Демография
В 1885 году в деревне проживало 176 человек, в 1905 году — 192 человека (82 мужчины, 110 женщин), в 1926 году — 226 человек (102 мужчины, 124 женщины). По переписи 2002 года — 7 человек (2 мужчины, 5 женщин). Население — 8 человек (2010).
| 1859 | 1868 | 1885 | 1905 | 1926 | 2002 | 2006 |
| ---- | ---- | ---- | ---- | ---- | ---- | ---- |
| 143  | ↘140 | ↗176 | ↗192 | ↗226 | ↘7   | ↘4   |
| 2010 |      |      |      |      |      |      |
| ↗8   |      |      |      |      |      |      |